# Podlehnik
Podlehnik je naselje, središče občine Podlehnik.